# Alemania en los Juegos Olímpicos
Alemania en los Juegos Olímpicos está representada por la Confederación Deportiva Olímpica Alemana, miembro del Comité Olímpico Internacional desde el año 1895. Antes de la Reunificación en 1990, los deportistas alemanes compitieron bajo diferentes códigos olímpicos: de 1896 a 1952 como Alemania (GER), de 1956 a 1964 como Equipo Alemán Unificado (EUA) y de 1968 a 1988 bajo las denominaciones de Alemania Occidental (FRG) y Alemania Oriental (GDR), correspondientes a los dos países soberanos de ese entonces.
Ha participado en 18 ediciones de los Juegos Olímpicos de Verano, su primera presencia tuvo lugar en Atenas 1896. El país ha obtenido un total de 685 medallas en las ediciones de verano: 213 de oro, 218 de plata y 254 de bronce.
En los Juegos Olímpicos de Invierno ha estado presente en 13 ediciones, siendo Sankt-Moritz 1928 su primera aparición en estos Juegos. El país ha conseguido un total de 267 medallas en las ediciones de invierno: 105 de oro, 97 de plata y 65 de bronce.
Este país fue anfitrión de los Juegos Olímpicos de Verano en dos ocasiones: Berlín 1936 y Múnich 1972 (esta última vez como Alemania Occidental), y de los Juegos Olímpicos de Invierno una vez: Garmisch-Partenkirchen 1936.

## Medalleros

### Por edición
| Evento              | Oro | Plata | Bronce | Total |
| ------------------- | --- | ----- | ------ | ----- |
| Atenas 1896         | 6   | 5     | 2      | 13    |
| París 1900          | 4   | 2     | 2      | 8     |
| San Luis 1904       | 4   | 4     | 5      | 13    |
| Londres 1908        | 3   | 5     | 5      | 13    |
| Estocolmo 1912      | 5   | 13    | 7      | 25    |
| 1920 – 1924         | –   | –     | –      | –     |
| Ámsterdam 1928      | 10  | 7     | 14     | 31    |
| Los Ángeles 1932    | 3   | 12    | 5      | 20    |
| Berlín 1936         | 33  | 26    | 30     | 89    |
| Londres 1948        | –   | –     | –      | –     |
| Helsinki 1952       | 0   | 7     | 17     | 24    |
| 1956 – 1964         | –   | –     | –      | –     |
| 1968 – 1988         | –   | –     | –      | –     |
| Barcelona 1992      | 33  | 21    | 28     | 82    |
| Atlanta 1996        | 20  | 18    | 27     | 65    |
| Sídney 2000         | 13  | 17    | 26     | 56    |
| Atenas 2004         | 13  | 16    | 20     | 49    |
| Pekín 2008          | 16  | 11    | 14     | 41    |
| Londres 2012        | 11  | 20    | 13     | 44    |
| Río de Janeiro 2016 | 17  | 10    | 15     | 42    |
| Tokio 2020          | 10  | 11    | 16     | 37    |
| París 2024          | 12  | 13    | 8      | 33    |
| TOTAL               | 213 | 218   | 254    | 685   |

| Evento                      | Oro | Plata | Bronce | Total |
| --------------------------- | --- | ----- | ------ | ----- |
| Sankt-Moritz 1928           | 0   | 0     | 1      | 1     |
| Lake Placid 1932            | 0   | 0     | 2      | 2     |
| Garmisch-Partenkirchen 1936 | 3   | 3     | 0      | 6     |
| Sankt-Moritz 1948           | –   | –     | –      | –     |
| Oslo 1952                   | 3   | 2     | 2      | 7     |
| 1956 – 1964                 | –   | –     | –      | –     |
| 1968 – 1988                 | –   | –     | –      | –     |
| Albertville 1992            | 10  | 10    | 6      | 26    |
| Lillehammer 1994            | 9   | 7     | 8      | 24    |
| Nagano 1998                 | 12  | 9     | 8      | 29    |
| Salt Lake City 2002         | 12  | 16    | 8      | 36    |
| Turín 2006                  | 11  | 12    | 6      | 29    |
| Vancouver 2010              | 10  | 13    | 7      | 30    |
| Sochi 2014                  | 9   | 5     | 5      | 19    |
| Pyeongchang 2018            | 14  | 10    | 7      | 31    |
| Pekín 2022                  | 12  | 10    | 5      | 27    |
| TOTAL                       | 105 | 97    | 65     | 267   |

### Por deporte
| Evento              | Oro | Plata | Bronce | Total |
| ------------------- | --- | ----- | ------ | ----- |
| Atletismo           | 20  | 30    | 37     | 87    |
| Baloncesto          | 1   | 0     | 0      | 1     |
| Balonmano           | 1   | 2     | 1      | 4     |
| Boxeo               | 4   | 9     | 11     | 24    |
| Ciclismo            | 15  | 16    | 17     | 48    |
| Deportes ecuestres  | 32  | 15    | 14     | 61    |
| Esgrima             | 5   | 7     | 9      | 21    |
| Fútbol              | 1   | 1     | 4      | 6     |
| Gimnasia            | 15  | 12    | 14     | 41    |
| Golf                | 0   | 1     | 0      | 1     |
| Halterofilia        | 6   | 7     | 7      | 20    |
| Hockey sobre hierba | 4   | 3     | 4      | 11    |
| Judo                | 3   | 4     | 15     | 22    |
| Lucha               | 5   | 12    | 11     | 28    |
| Natación            | 15  | 20    | 32     | 67    |
| Pentatlón moderno   | 2   | 0     | 1      | 3     |
| Piragüismo          | 36  | 21    | 26     | 83    |
| Remo                | 24  | 16    | 15     | 55    |
| Rugby               | 0   | 1     | 0      | 1     |
| Saltos              | 2   | 8     | 13     | 23    |
| Taekwondo           | 0   | 1     | 1      | 2     |
| Tenis               | 3   | 6     | 2      | 11    |
| Tenis de mesa       | 0   | 4     | 5      | 9     |
| Tiro                | 10  | 9     | 5      | 24    |
| Tiro con arco       | 0   | 3     | 2      | 5     |
| Triatlón            | 2   | 1     | 0      | 3     |
| Vela                | 3   | 5     | 7      | 15    |
| Vóley playa         | 2   | 1     | 1      | 4     |
| Waterpolo           | 1   | 2     | 0      | 3     |
| TOTAL               | 212 | 217   | 254    | 683   |

| Evento                | Oro | Plata | Bronce | Total |
| --------------------- | --- | ----- | ------ | ----- |
| Biatlón               | 21  | 20    | 13     | 54    |
| Bobsleigh             | 16  | 9     | 7      | 32    |
| Combinada nórdica     | 6   | 6     | 4      | 16    |
| Esquí acrobático      | 0   | 1     | 1      | 2     |
| Esquí alpino          | 12  | 8     | 7      | 27    |
| Esquí de fondo        | 3   | 10    | 4      | 17    |
| Hockey sobre hielo    | 0   | 1     | 1      | 2     |
| Luge                  | 22  | 12    | 9      | 43    |
| Patinaje artístico    | 4   | 2     | 3      | 9     |
| Patinaje de velocidad | 13  | 15    | 10     | 38    |
| Salto en esquí        | 6   | 7     | 3      | 16    |
| Skeleton              | 2   | 3     | 1      | 6     |
| Snowboard             | 1   | 4     | 2      | 7     |
| TOTAL                 | 106 | 98    | 65     | 269   |